# Ribnica (Mavrovo a Rostuša)
Ribnica (makedonsky: Рибница, albánsky: Rimnicë) je vesnice v opštině Mavrovo a Rostuša v Severní Makedonii. Nachází se v Položském regionu. 
Podle sčítání lidu v roce 2021 ve vesnici již nikdo nežije.  